# Robert Henry Bertram Arkwright
Robert Henry Bertram Arkwright, britanski general, * 1903, † 1971.